# (15550) Sydney
(15550) Sydney ist ein Asteroid des äußeren Hauptgürtels, der am 31. März 2000 vom australischen Amateurastronomen John Broughton am Reedy-Creek-Observatorium (IAU-Code 428) entdeckt wurde. Das Observatorium befindet sich im Ortsteil Reedy Creek der Stadt Gold Coast in Queensland.
Der Asteroid gehört zur Eos-Familie, einer Gruppe von Asteroiden, welche typischerweise große Halbachsen von 2,95 bis 3,1 AE aufweisen, nach innen begrenzt von der Kirkwoodlücke der 7:3-Resonanz mit Jupiter, sowie Bahnneigungen zwischen 8° und 12°. Die Gruppe ist nach dem Asteroiden (221) Eos benannt. Es wird vermutet, dass die Familie vor mehr als einer Milliarde Jahren durch eine Kollision entstanden ist. Die zeitlosen (nichtoskulierenden) Bahnelemente von (15550) Sydney sind fast identisch mit denjenigen von drei kleineren (wenn man von der Absoluten Helligkeit von 14,5, 14,3 und 15,3 gegenüber 13,1 ausgeht) Asteroiden: (69199) 1278 T-2, (113772) 2002 TK183 und (274018) 2007 RB6.
(15550) Sydney wurde am 9. Mai 2001 nach Sydney benannt, der größten Stadt Australiens. Sydney ist der Geburtsort John Broughtons.